# Il popolo del fiume
Il popolo del fiume (Riverworld) è un film di fantascienza per la TV che doveva fare da episodio pilota per una serie televisiva che non si è mai realizzata. È stato prodotto da Sci Fi Channel nel 2003. È parzialmente basato sul ciclo del Mondo del Fiume di Philip José Farmer.

## Trama
Nell'anno 2009 l'astronauta Jeff muore colpito da una meteorite mentre stazionava con la sua navicella sopra il pianeta Terra. Jeff si ritrova misteriosamente nudo sulla riva di un fiume nella quale trova dei contenitori che contengono vestiti. Altre persone visibilmente impaurite escono dall'acqua e cominciano anch'esse a vestirsi. Cominciando a comunicare con esse, Jeff scopre che sono tutti morti e che vengono da differenti dimensioni temporali, oltre al fatto che incredibilmente sono tutti rinati intorno ai 30 anni di età parlando la stessa lingua. Tra questi "profughi" fa conoscenza con Alice Liddell, morta di vecchiaia a 82 anni, e Lev, un insegnante ebreo vittima dell'Olocausto nazista, che prova sollievo nel sapere che la Germania ha perso la guerra.
Jeff comincia a chiedersi se si trovano nell'aldilà o in un altro pianeta, dato che qualcuno fornisce loro cibo e vestiti. Nel frattempo un uomo di Neanderthal comincia a farsi aggressivo nel volere il cibo altrui, sottraendolo a Mali, una guerriera vittima della tratta di schiavi del XVII secolo. Vista l'aggressività del primitivo, il centurione romano Lucius interviene uccidendolo dopo una breve rissa; il soldato comincia un diverbio anche con Jeff per ergersi a leader di quella piccola comunità, ma lo scontro tra i due viene interrotto da un gruppo di soldati a cavallo guidati da Waldemar, in vita guerriero dei vandali, che ha creato in questo nuovo mondo un suo impero basato sul lavoro degli schiavi nuovi arrivati.
Durante la reclusione, Jeff fa conoscenza con altri due prigionieri: una bambina muta di nome Gewnafra, l'unica ad essere rinata in età infantile, e l'extraterrestre Monat, morto insieme al resto dell'umanità nel 2039 in un cataclisma della quale incombenza aveva cercato di avvisare il genere umano. Durante la notte, Jeff viene liberato da un misterioso straniero e si dirige alla fortezza di Waldemar per liberare i suoi compagni. Una volta giunto in quel luogo, assiste ad uno spettacolo di gladiatori tenuto dal tiranno nel quale esce vincitore Lucius, il quale rifiuta l'offerta di far parte dell'esercito di Waldemar in quanto in vita altri non era che l'imperatore Nerone. Ne nasce uno scontro tra i due nel quale Nerone, benché disarmato, riesce a sopraffare l'avversario, autoproclamandosi imperatore di questo nuovo mondo.
Riuscito nell'intento di far evadere i propri compagni, Jeff viene guidato da Monat nel villaggio dei ribelli, guidati da Samuel che sta costruendo un traghetto a vapore per risalire il fiume. Samuel accetta con riserva l'arrivo dei nuovi ospiti, che contribuiscono all'ultimazione dei lavori. Jeff nel frattempo approfondisce l'amicizia con Alice, alla quale parla in confidenza della morte del figlio di leucemia e del conseguente suicidio della moglie.
Nel frattempo Nerone, con l'aiuto di un traditore dei ribelli, invade il villaggio con l'intenzione di rubare il traghetto appena costruito. Nasce così una battaglia tra le due fazioni, nella quale Nerone viene ucciso in uno scontro corpo a corpo da Jeff. I ribelli cominciano così la traversata del fiume in traghetto, con l'intento di esplorare i misteri di questo nuovo mondo. Jeff fa definitivamente amicizia con Samuel, il quale gli confida che in vita altri non era che Mark Twain.

## Accoglienza
Il film non è stato molto apprezzato dal pubblico:  a fine 2012 ha il 33% di preferenze su Rotten Tomatoes e una media di 5,1/10 su internet Movie Database.

## Differenze con il romanzo
Il ruolo da protagonista, che nel film è un astronauta, nel romanzo è interpretato da un esploratore ottocentesco, sir Richard Francis Burton.